# Skärv
Skärv är ett samhälle i Skara kommun och kyrkbyn i Skärvs socken i Västergötland. SCB avgränsade här 1990 en småort. 2015 ändrade SCB metoden för att ta fram småortsstatistik, varvid Skärv inte längre kvalificerade sig som småort. Vid avgränsningen 2023 klassades samhället åter som småort
Skärv ligger omkring en mil öster om Skara och några kilometer nordost om Axvall. 
Skärvs kyrka ligger här.

## Idrott
Byn hade tidigare en sportklubb som hette Skärvs SK.